# Tenhultasjön
Tenhultasjön är en sjö i Jönköpings kommun i Småland och ingår i Motala ströms huvudavrinningsområde. Sjön är 30 meter djup, har en yta på 2,8 kvadratkilometer och befinner sig 214 meter över havet. Sjön avvattnas av vattendraget Femtingaån.

## Delavrinningsområde
Tenhultasjön ingår i det delavrinningsområde (639725-141268) som SMHI kallar för Utloppet av Tenhultasjön. Medelhöjden är 271 meter över havet och ytan är 34,19 kvadratkilometer. Det finns inga delavrinningsområden uppströms utan avrinningsområdet är högsta punkten. Femtingaån som avvattnar avrinningsområdet har biflödesordning 2, vilket innebär att vattnet flödar genom totalt 2 vattendrag innan det når havet efter 234 kilometer. Delavrinningsområdet består mestadels av skog (63 %) och jordbruk (12 %). Avrinningsområdet har 2,9 kvadratkilometer vattenytor vilket ger avrinningsområdet en sjöprocent på 8,5 %. Bebyggelsen i området täcker en yta av 0,75 kvadratkilometer eller 2 % av avrinningsområdet.